# Jennifer Grey
Jennifer Grey (New York, 26 maart 1960) is een Amerikaans actrice. Ze is vooral bekend van haar rol als Frances "Baby" Houseman in de film Dirty Dancing uit 1987.

## Biografie

### Vroege jaren
Grey werd geboren in New York als de dochter van acteur Joel Grey en Jo Wilder (Brower). Ze is de kleindochter van komiek en muzikant Mickey Katz. Grey's ouders kwamen allebei uit Joodse families. Grey studeerde dans en drama aan de Dalton School, een privéschool in Manhattan. Ze was 19 jaar oud toen ze een optreden kreeg in een reclame voor het frisdrankmerk Dr Pepper.

### Carrière

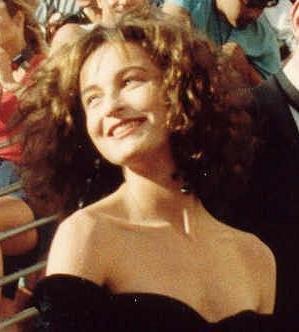
Jennifer Grey tijdens de Oscaruitreiking in 1988.

Na enkele kleine rollen te hebben gehad, speelde ze in 1986 de boosaardige zus Jeannie in de succesvolle film Ferris Bueller's Day Off. Het jaar daarna was ze opnieuw te zien met Patrick Swayze (waarmee ze ook in Red Dawn speelde) in Dirty Dancing: hierin vertolkte ze de rol van Frances "Baby" Houseman, de grootste rol die ze in haar carrière heeft gehad.
In het begin van de jaren '90 onderging ze een neuscorrectie die mislukte, waardoor ze opnieuw plastische chirurgie liet toepassen om de schade te herstellen. Haar gezicht was zodanig veranderd dat zelfs haar beste vrienden moeite hadden haar te herkennen; ook had de gezichtsverandering een negatieve invloed op haar carrière. Ze zei hierover: "Ik ging de operatieruimte binnen als een beroemdheid - en verliet deze als een onbekende. Het was alsof ik een getuige was die beschermd moest worden, alsof ik onzichtbaar was." Ze dacht er even over na om opnieuw te beginnen, met een nieuwe naam - Wanda West - die bij haar nieuwe gezicht zou passen, maar bleef haar naam behouden.
In 1999 was ze te zien in de sitcom It's Like, You Know..., waarin ze een variant op zichzelf speelde, de hardwerkende actrice Jennifer Grey. In een aflevering van de serie maakte ze een grap over zichzelf, omdat het verhaal ging over een neuscorrectie waarover veel was geschreven.
Grey was ook te zien met Shirley Maclaine, Liza Minnelli en Kathy Bates in de televisiefilm The West Side Waltz, gebaseerd op het toneelstuk van Ernest Thompson. Verder speelde ze Mindy in een aflevering van Friends en had ze een kleine rol in de film Bounce (2000) met Gwyneth Paltrow en Ben Affleck. Ze was eenmaal op Broadway te zien, in The Twilight of the Golds (1993). In 2010 deed Grey mee aan de Amerikaanse versie van Dancing with the Stars. Ze won de danswedstrijd samen met haar danspartner Derek Hough.

### Privéleven
Na verlovingen met Matthew Broderick en Johnny Depp en een relatie met George Stephanopoulos, trouwde Grey op 21 juli 2001 met acteur en regisseur Clark Gregg. In december van datzelfde jaar werd hun dochter Stella geboren. Het paar was in 2006 samen te zien in de televisieserie Road to Christmas.

## Filmografie
- 1984 - Reckless - Cathy Bennario
- 1984 - Red Dawn - Toni
- 1984 - The Cotton Club - Patsy Dwyer
- 1985 - American Flyers - Leslie
- 1986 - Ferris Bueller's Day Off - Jeanie Bueller
- 1987 - Dirty Dancing - Frances "Baby" Houseman
- 1988 - Gandahar - Airelle (stem)
- 1989 - Bloodhounds of Broadway - Lovey Lou
- 1990 - If the Shoe Fits - Kelly Carter
- 1992 - Wind - Kate Bass
- 1995 - Friends: The One with the Evil Orthodontist - Mindy
- 1995 - The West Side Waltz - Robin Ouiseau
- 1996 - Portraits of a Killer - Elaine Taylor
- 1996 - Lover's Knot Megan Forrester
- 1997 - Red Meat - Candice
- 1997 - The Player
- 1998 - The Secrets of My Heart - Abby Friese
- 2000 - Bounce - Janice Guerrero
- 2001 - Ritual - Dr. Alice Dodgson
- 2006 - Road to Christmas - Claire Jameson
- 2008 - Redbelt - Lucy Weiss
- 2008 - Keith - Caroline
- 2011 - The Bling Ring - Iris Garvey
- 2014 - In Your Eyes - Diane
- 2018 -  Duck Duck Goose - Edna (stem)
- 2018 - Untogether - Josie
- 2019 - Bittersweet Symphony - Eleanor Roberts
- 2024 - A Real Pain - Marcia
- 2025 - Wish You Were Here - Mom